# Hôtel de Valay
L'hôtel de Valay  (ou Pétremand de Valay) est un hôtel particulier situé à Besançon dans le département du Doubs.

## Localisation
L'édifice est situé au 19 rue de la Préfecture dans le secteur de La Boucle de Besançon.

## Histoire
En 1774, l'hôtel est construit par l'architecte bisontin Claude Antoine Colombot pour la famille Pétremand de Valay sur une parcelle rachetée aux bénédictins de l'abbaye Saint-Vincent.
En 1833, Honoré de Balzac, de passage à Besançon s'inspire de l'hôtel de Valay dans l'un de ses romans Albert Savarus Il en fait la demeure de Mademoiselle de Watteville (Roman paru en 1842)
En 1849, l'hôtel est racheté par la Banque de France.
Après avoir été inscrit une première fois pour sa façade principale et ses boiseries du salon en 1927, l'hôtel fait l’objet d’une inscription au titre des monuments historiques depuis le 4 août 2011 pour ses façades et toitures, son vestibule, son grand escalier, son grand salon, ses dessus de porte, son bureau du directeur, ses deux cheminées du XVIIIe siècle, son parc et sa cour.

## Architecture et décorations
Le corps de logis est enserré entre cour d'honneur et jardin, et suit un plan régulier en « U ». Aux extrémités des ailes de la cour se trouvent deux pavillons reliés par une haute grille en fer forgé au XIXe siècle.
À l'étage, sur la façade en pierre de taille, deux colonnes doriques soutiennent un fronton triangulaire ajouré d'un œil-de-bœuf entouré de guirlandes de laurier.